# Hymenandra rosea
Hymenandra rosea är en viveväxtart som beskrevs av Benjamin Clemens Masterman Stone. Hymenandra rosea ingår i släktet Hymenandra och familjen viveväxter. Inga underarter finns listade i Catalogue of Life.